# Snabbt progredierande glomerulonefrit
Snabbt progredierande glomerulonefrit (Inflammation i glomerolus nefron) är en njursjukdom som ger njursvikt efter ett par veckor till ett par månader. Halvmånar (crescent) ses i njurbiopsi. Sjukdomen kan antingen uppkomma av sig själv eller efter infektions- och systemsjukdomar. Trötthet, illamående, kräkning, blod i urinen och ödem är vanliga. Urinmängderna minskar, uremi kan uppträda snabbt. Filtrationen är låg och kreatinin och urea stiger. Behandling med steroider och cellgifter ska snabbt sättas in. De flesta patienter brukar behöva dialys.